# Buddy Boy
Buddy Boy és una pel·lícula dirigida per Mark Hanlon, estrenada el 2000.

## Argument
La pel·lícula conta la història d'un pietós introvertit, la convicció religiosa del qual comença a esmicolar-se sota el pes d'una existència cruel i estranya, Buddy Boy és un estudi de la fe, l'obsessió, l'alienació i la bogeria. El personatge del títol de la pel·lícula, Francis, viu amb la seva mare invàlida, en un apartament sòrdid, i ha patit una vida de desgràcies implacable i brutal. Gradualment, s'ha retirat del món i, silenciosament, observa els altres més que interaccionar-hi. L'únic consol ha estat el seu catolicisme, però ha començat a qüestionar la seva fe en un Déu afectuós que permet tant de mal i dolor. Quan descobreix en un altre apartament una dona bonica i misteriosa, Francis no la pot parar de vigilar, ni tan sols després que la conegui i s'enamori romànticament.

## Repartiment
- Aidan Gillen: Francis
- Emmanuelle Seigner: Gloria
- Susan Tyrrell: Sal
- Mark Boone Junior: Vic
- Harry Groener: Pare Gillespie
- Hector Elias: Mr. Salcedo
- Jon Huertas: Omar
- Richard Assad: Haroonian